# フィリップ・マイヨ
フィリップ・マイヨ（Philip Maiyo, 1982年1月3日 - ）は、ケニアの元男子バレーボール選手。元ケニア代表。

## 来歴
ポール・ボイト高校を卒業後、ケニア国内でのプレーを経て、2006年にKCBから日本の大分三好ヴァイセアドラーへ移籍。Vプレミアリーグ昇格1年目の大分三好のオポジットとして男子Vリーグ歴代2位の701点を挙げる活躍をし、同シーズンの得点王に輝いた。
その後移籍したブルガリアの古豪CSKAソフィアでは、2008-09年、2009-10年の欧州チャンピオンズリーグに出場。2010年4月、CSKAソフィアのリーグ優勝とカップ優勝に貢献し、ベストスパイカー賞を受賞した。
ケニア代表として2007年アフリカ選手権、2010年世界選手権大陸予選に出場した。

## 所属クラブ
- Ulinzi Club （2002-2003年）
- KCB （2004-2006年）
- 大分三好ヴァイセアドラー （2006-2007年）
- CSKAソフィア （2008-2011年）
- Tomis Constanța（2011-2012年）
- Gümüşhane Torul Gençlik（2012-2014年）
- Al Arabi S.C.（2014-2015年）
- Al Rayyan S.C.（2015-2016年）
- Halat（2016-2017年）

## 受賞歴
- 2007年 - 2006/07Vプレミアリーグ 得点王